# Communauté de communes des Villages du Kehlbach
Die Communauté de communes des Villages du Kehlbach war ein französischer Gemeindeverband im Elsass (Département Bas-Rhin), der aus den Gemeinden Bergbieten, Dangolsheim und Flexbourg bestand. Die Communauté de communes existierte seit dem 31. Dezember 1992. Ihr Sitz befand sich in Dangolsheim. Benannt war sie nach dem Kehlbach, der alle drei Gemeinden durchfließt. Am 1. Januar 2008 traten die Gemeinden der Communauté de communes de la Porte du Vignoble bei.